# John Vermeule
John Vermeule (Middelburg, 4 december 1961) is een Nederlandse oud-atleet, die zich gedurende zijn atletiekloopbaan hoofdzakelijk toelegde op de lange afstanden. Met zijn beste marathontijd van 2:12.22, gelopen in 1989, stond hij tot 2010 bij de Nederlandse Top Tien Aller Tijden.

## Biografie

### Succes in Nederlandse klassiekers
Vermeule, lid van atletiekvereniging Dynamo '70, was actief in een periode dat Nederland vele grote namen op de marathon kende, zoals: Gerard Nijboer, Cor Vriend, Tonnie Dirks, Marti ten Kate en Cor Lambregts. Hij won diverse Nederlandse klassiekers, zoals in 1988 de Bredase Singelloop, 20 van Alphen, Trosloop, in 1989 de Westland Marathon en in 1990 de marathon van Eindhoven. Hij werd tweemaal Nederlands kampioen op de halve marathon en eenmaal op de 10.000 m.

### Vier seconden verschil
John Vermeule volbracht op 17 april 1988 in de marathon van Rotterdam de vierde marathon uit zijn loopbaan in 2:12.42, op dat moment zijn persoonlijke record. Samen met Ten Kate, Lambregts en Nijboer was hij in die periode verwikkeld in een strijd om de drie beschikbare tickets voor de Olympische Spelen van 1988 in Seoel, later dat jaar. Met zijn PR in Rotterdam bleef hij, omgerekend, iets meer dan honderd passen verwijderd van de limiet. "Als Marti daar niet zo’n goede tijd had gelopen, had ik misschien wel naar Seoel gemogen. Daar had ik bij de eerste twintig gezeten," is Vermeule nu zeker van zijn zaak. Overigens had Nijboer zich ten tijde van de Rotterdamse marathon nog niet gekwalificeerd. Een maand later haasden Ten Kate en Vermeule hem in zijn poging om de limiet te halen, maar ook Nijboer haalde het niet. Uiteindelijk besloten de keuzeheren van de KNAU, dat Nijboer wel mee mocht en dat Vermeule, die vier seconden langzamer liep, moest thuisblijven. "Ik vind nog steeds dat ik mee had gemoeten. Ik was jong en had mij elke marathon verbeterd."
Vijf jaar later was Vermeule er op de wereldkampioenschappen in Stuttgart overigens wel bij. Ondanks de naar eigen zeggen voortreffelijke voorbereiding was hij daar echter niet tegen de omstandigheden opgewassen. "De eerste twintig kilometer ging het verschrikkelijk goed, maar na een drinkpost bij het keerpunt 25 kilometer was het opeens helemaal over. Ik kon het ene been niet meer voor het andere krijgen en ben op 29 kilometer uitgestapt. Het is ontzettend jammer, maar het heeft geen zin om na twee en een half uur binnen te komen en twee maanden te moeten herstellen."

### Zwalkende tred
Opvallende karakteristiek van de Zeeuw is altijd diens wat zwalkende tred geweest. In de loop der jaren groeide die uit tot zijn handelsmerk. "Ik probeer het er wel uit te krijgen, maar ik betwijfel of het ooit helemaal lukt." Vooral als de vermoeidheid toeslaat, lijkt elk evenwicht zoek. "Dan ga ik lopen beuken", aldus John Vermeule in 1989, die er ondanks zijn atletiekcarrière bijna een volle dagtaak op nahield, waarbij hij achter een draaibank dan ook nog voornamelijk staand werk verrichtte.
In 1994 nam Vermeule deel aan de marathon tijdens de Europese kampioenschappen in Helsinki. Aanvankelijk was hij samen met Ten Kate voortdurend in de kop van het peloton te vinden, maar naarmate de wedstrijd vorderde moest hij die dadendrang meer en meer bekopen. Na drie van de vier ronden hing hij uitgeput over een dranghek en alleen met een uiterste krachtsinspanning wist hij de marathon ten slotte toch nog als 56e in 2:27.06 te beëindigen. Op deze marathon veroverde Bert van Vlaanderen voor Nederland een bronzen medaille.

### Mr. Chrono
Sinds 2000 loopt hij geen marathonwedstrijden meer voor zichzelf. Vermeule, wegens zijn tempogevoel ook wel Mr. Chrono genoemd ("In de marathon van Enschede heb ik dertig kilometer gehaast. Tussen de snelste en de langzaamste vijf kilometer zat een verschil van vijf seconden. Het is niet iets dat ik aangeleerd heb. Het is een gevoel dat je hebt."), heeft nog wel diverse malen als haas aan marathons deelgenomen. Zoals in 1995 bij de marathon van Rotterdam, toen hij tot halverwege de wedstrijd de onrustige Keniaanse hazen in toom hield. Hij effende daarmee indirect het pad voor Bert van Vlaanderen, die uiteindelijk als tweede wist te finishen achter toenmalig winnaar Martín Fiz.

## Nederlandse kampioenschappen
| Onderdeel      | Jaar       |
| -------------- | ---------- |
| 10.000 m       | 1992       |
| halve marathon | 1993, 1994 |

## Persoonlijke records
Baan
| Onderdeel | Prestatie | Datum        | Plaats    |
| --------- | --------- | ------------ | --------- |
| 10.000 m  | 28.38,01  | 23 juli 1993 | Amsterdam |

Weg
| Onderdeel      | Prestatie | Datum          | Plaats              |
| -------------- | --------- | -------------- | ------------------- |
| 10 km          | 28.40     | 2 april 1995   | Brunssum            |
| 10 Eng. mijl   | 47.10     | 9 oktober 1989 | Zaandam             |
| 20 km          | 58.14     | 11 maart 1989  | Alphen aan den Rijn |
| halve marathon | 1:01.54   | 3 april 1993   | Den Haag            |
| marathon       | 2:12.22   | 8 april 1989   | Maassluis           |

## Palmares

### 5000 m
- 1986:  NK - 14.09,62
- 1988:  NK - 14.09,17

### 10.000 m
- 1983:  NK - 29.33,2
- 1992:  NK 10.000 m - 28.51,90

### 10 km
- 1982:  Singelloop Utrecht - 33.16,3
- 1991: 4e Parelloop - 28.56
- 1992:  Parelloop - 29.02
- 1993: 4e Parelloop - 29.28
- 1995: 4e Parelloop - 28.40

### 15 km
- 1991:  Zevenheuvelenloop - 44.34
- 1992: 14e Zevenheuvelenloop - 45.51
- 1993: 10e Zevenheuvelenloop - 44.47
- 1994: 7e Zevenheuvelenloop - 44.58
- 1997: 21e Zevenheuvelenloop - 45.30
- 1997:  Montferland Run - 45.19
- 1998: 4e Montferland Run - 46.19
- 1999: 9e Haagse Beemden Loop - 45.45
- 2000: 6e Posbankloop - 49.43

### 10 Eng. mijl
- 1988: 5e Dam tot Damloop - 47.10
- 1990:  Dam tot Damloop - 47.23
- 1991: 8e Dam tot Damloop - 47.35
- 1995:  Zuidersterloop Rotterdam - 48.44
- 1997:  Oostende-Brugge Ten Miles - 48.07
- 1998:  Oostende-Brugge Ten Miles - 48.10

### halve marathon
- 1984: 6e City-Pier-City Loop - 1:04.07
- 1985: 12e City-Pier-City Loop - 1:03.50
- 1986: 11e halve marathon van Egmond - 1:09.18
- 1987: 4e halve marathon van Egmond - 1:06.28
- 1988: 8e halve marathon van Egmond - onbekende tijd
- 1988:  City-Pier-City Loop - 1:02.50
- 1988:  Bredase Singelloop - 1:02.22
- 1988:  Trosloop - 1:06.02
- 1989: 5e halve marathon van Egmond - 1:07.09
- 1990:  halve marathon van Egmond - 1:04.12
- 1991: 17e City-Pier-City Loop - 1:04.11
- 1990: 4e City-Pier-City Loop - 1:03.55
- 1992: 6e halve marathon van Egmond - 1:04.54
- 1992:  NK in Onderdijk - 1:03.43
- 1992: 29e WK in South Shields - 1:02.33
- 1993: 14e halve marathon van Egmond - 1:05.17
- 1993:  City-Pier-City Loop - 1:01.54
- 1993:  NK in Sittard - 1:03.53 (1e overall)
- 1994:  NK in Wolphaartsdijk - 1:06.22 (1e overall)
- 1995: 6e City-Pier-City Loop - 1:02.46
- 1996: 7e NK in Deventer - 1:05.24
- 1997: 13e City-Pier-City Loop - 1:03.11
- 1997:  NK in Enschede - 1:05.21
- 1998: 22e halve marathon van Egmond - 1:07.49
- 1998: 26e City-Pier-City Loop - 1:04.40
- 1998:  halve marathon van Leiden - 1:05.06
- 1998: 9e halve marathon van Maastricht - 1:06.22

### marathon
- 1986: 5e NK in Maassluis - 2:17.50 (10e overall)
- 1987: 4e marathon van Berlijn - 2:13.35
- 1987: 14e Worldcup marathon Seoel - 2:14.32[6]
- 1988: 10e marathon van Rotterdam - 2:12.42
- 1988: 15e New York City Marathon - 2:15.54
- 1989:  Westland Marathon - 2:12.22
- 1989:  marathon van Enschede - 2:14.08
- 1990:  marathon van Eindhoven - 2:15.03
- 1990: DNF EK
- 1991: 8e marathon van Eindhoven - 2:16.46
- 1992:  NK in Rotterdam - 2:14.03 (10e overall)
- 1993:  NK in Rotterdam - 2:13.22 (7e overall)
- 1993: 4e marathon van Eindhoven - 2:13.08
- 1993: DNF WK
- 1994: 56e EK - 2:27.06
- 1995: 13e marathon van Eindhoven - 2:25.11
- 1996: 9e marathon van Amsterdam - 2:23.59
- 1998: 17e marathon van Amsterdam - 2:25.15

### overige afstanden
- 1985:  Mini-marathon Apeldoorn (18,6 km) - 57.04
- 1986:  Mini-marathon Apeldoorn (18,6 km) - 56.34
- 1987:  Mini-marathon Apeldoorn (18,6 km) - 59.05
- 1988:  20 van Alphen - 58.34
- 1994:  Asselronde (27,5 km) - 1:24.48
- 1996:  Asselronde (27,5 km) - 1:26.21

### veldlopen
- 1981: 15e NK in Den Haag - onbekend
- 1982: 14e NK in Norg - onbekend
- 1982: 6e Warandeloop - 28.44,00
- 1983: 18e NK in Eibergen - onbekend
- 1984: 20e NK in Bergen op Zoom - 39.01
- 1984: 7e Warandeloop - 30.28,00
- 1985: 9e NK in Landgraaf - 39.16
- 1989:  Warandeloop - 30.25
- 1990: 239e NK in Deurne - 51.39
- 1991: 5e Warandeloop - 30.27,00
- 1992:  NK in Utrecht - 38.15
- 1992: 9e Warandeloop - 30.43,00
- 1993: 5e Warandeloop - 30.12,00
- 1993: 10e NK in Harderwijk - 37.02
- 1994: 11e Warandeloop - 30.30,00
- 1994:  NK in Wieringerwerf - 39.05
- 1995: 5e NK in Wassenaar - 36.06